# Stazione di Villa Lagarina
La stazione di Villa Lagarina è una stazione ferroviaria fuori servizio posta sulla linea Brennero-Verona. Serviva il centro abitato di Villa Lagarina.

## Storia
La stazione era dotata di due binari.

## Strutture e impianti
L'impianto è dotato di due binari.